# GAZ Czajka

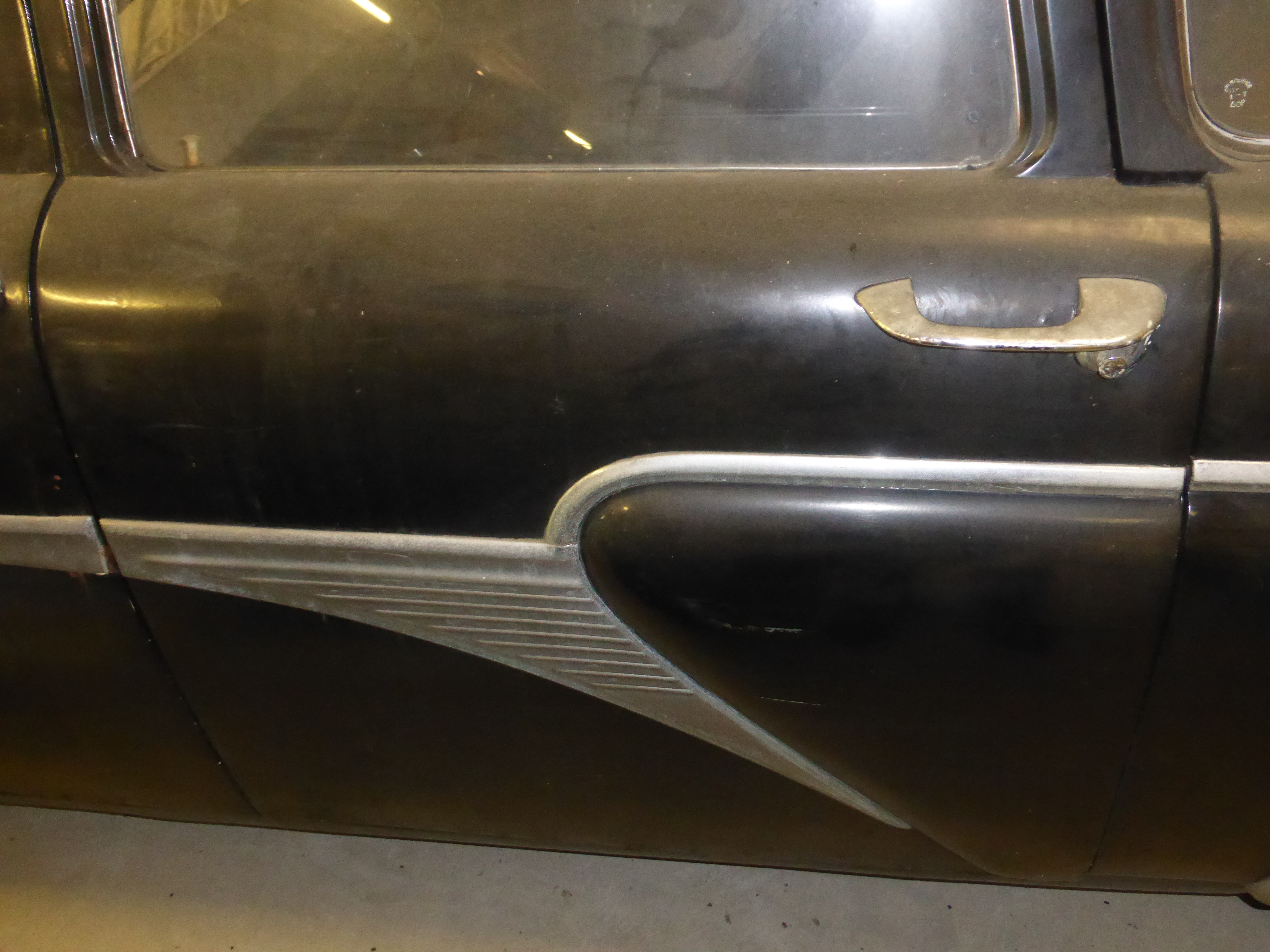
Ozdoba w kształcie skrzydła mewy

GAZ Czajka – radziecki samochód luksusowy. Był produkowany przez Gorkowskie Zakłady Samochodowe (GAZ) w latach 1959–1981, wpierw seryjnie, a od 1978 roku niektóre modele powstawały tylko na specjalne zamówienie. Samochód był następcą modelu GAZ-12 ZIM i pełnił głównie funkcję reprezentacyjną, zarezerwowaną dla najwyższych urzędników państwowych .

## Modele

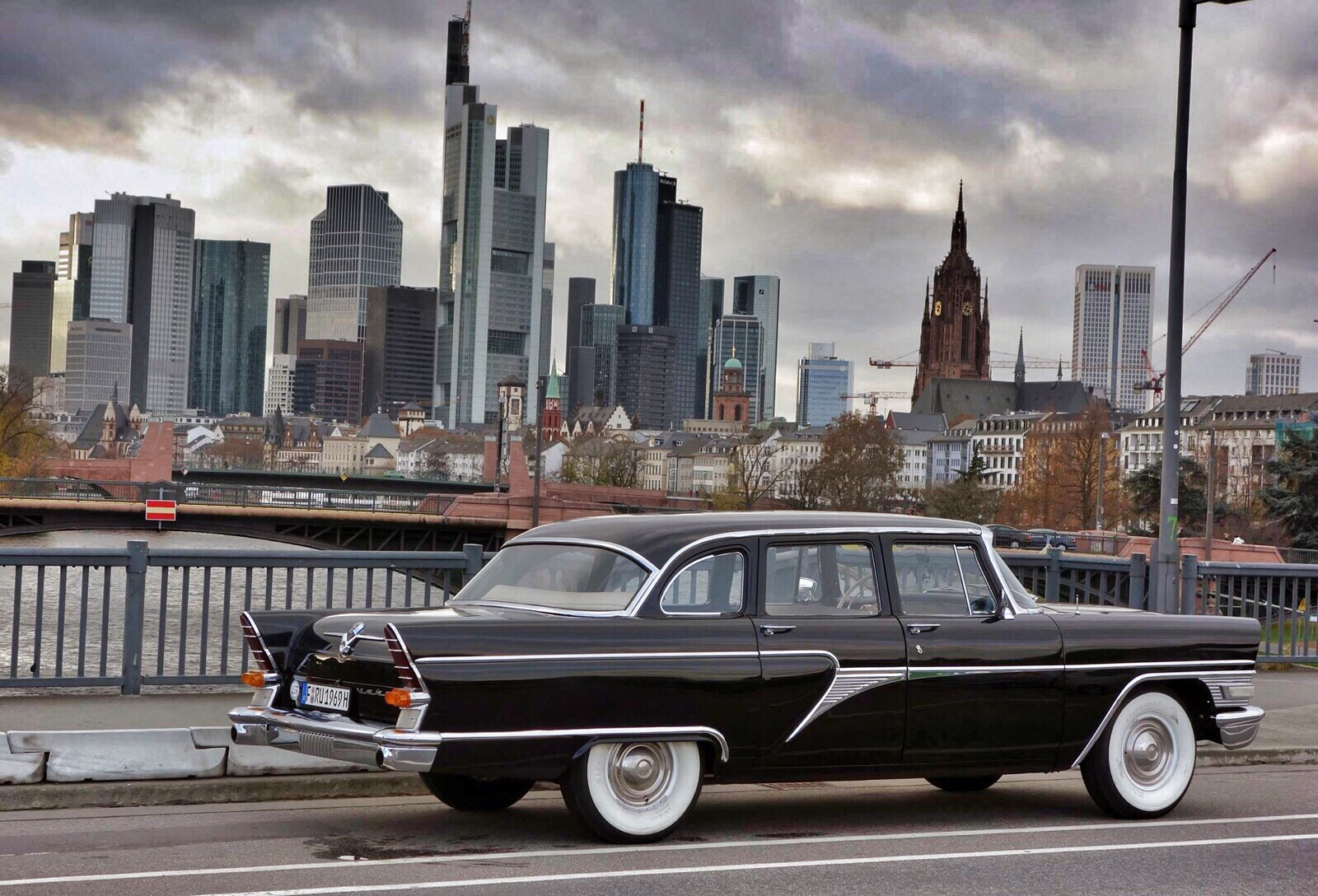
GAZ-13

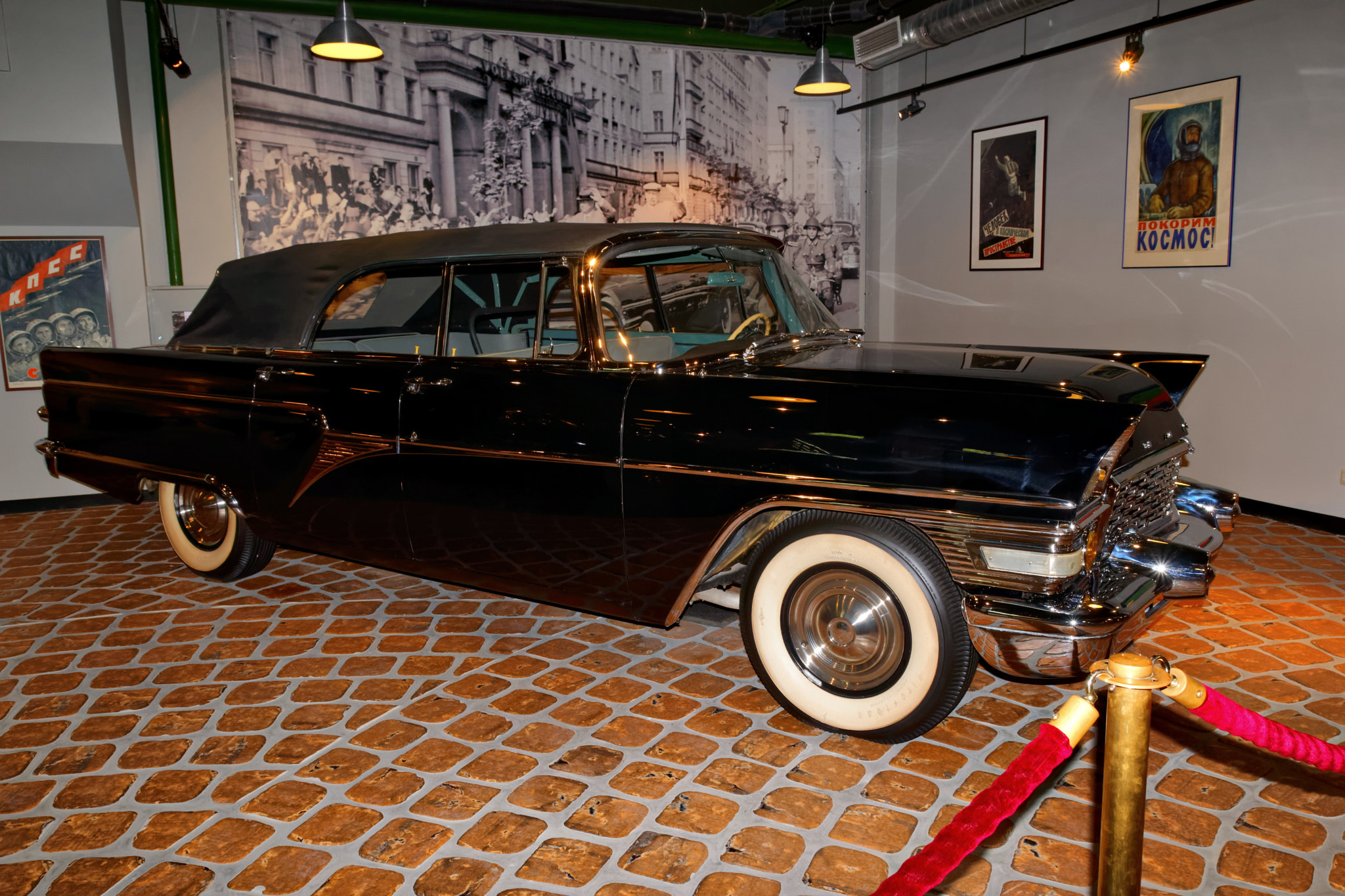
GAZ-13B

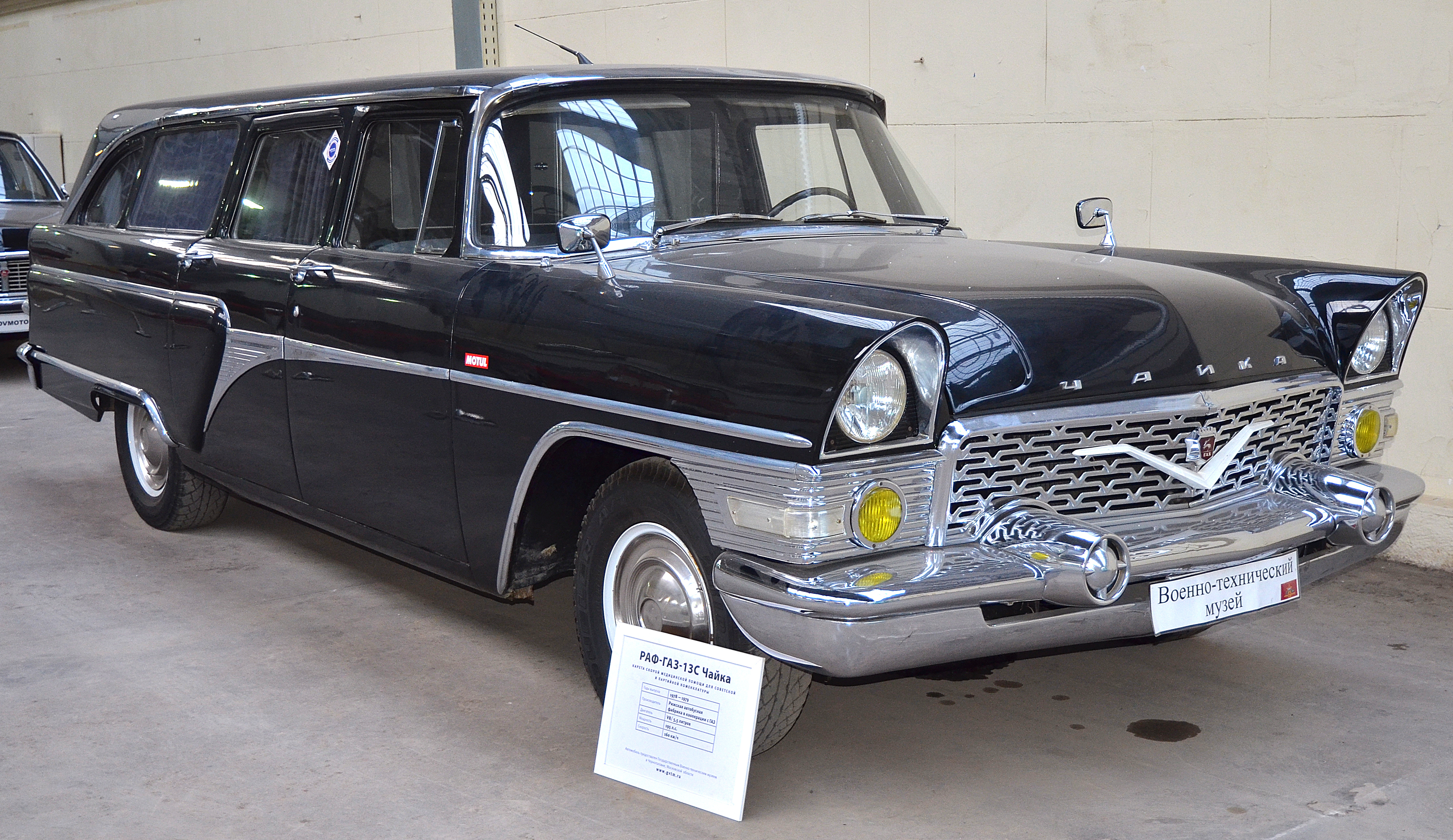
GAZ-13S

### GAZ-12W (prototyp)
W 1955 roku rozpoczęto prace nad nowym modelem samochodu, opierając się na konstrukcji wcześniejszego GAZ-12 ZIM. Prototyp nazwano GAZ-12W Czajka – od ozdoby w kształcie skrzydła przypominającego mewę, umieszczonej na atrapie chłodnicy. Zewnętrznie różnice między modelami były niewielkie, z wyjątkiem silnika: w nowych wersjach stosowano jednostki o pojemności 4,9 i 5,5 litra. Wkrótce zakończono produkcję ZIM-a, którego konstrukcja – opracowana jeszcze w latach powojennych – uznana została za przestarzałą. Aby nadać nowemu modelowi nowoczesny wygląd, zaproszono projektanta Lwa Jeriemiejewa, który jako wzorzec wskazał amerykańskie samochody Packard Patrician i Caribbean .

### GAZ-13
GAZ-13 powstał jako bazowa wersja modelu. Był to czterodrzwiowy sedan z trzema rzędami siedzeń i przestronnym, komfortowym wnętrzem, o podwyższonym standardzie wykończenia. Zastosowano w nim ośmiocylindrowy silnik w układzie V, opracowany specjalnie dla tego modelu. Mimo że w ZSRR aluminium wykorzystywano rzadko, w Czajce wykonano z niego podstawowe elementy układu napędowego – blok i głowice cylindrów, tłoki oraz kolektor dolotowy – co pozwoliło ograniczyć masę jednostki. Samochód wyposażono w automatyczną, hydromechaniczną skrzynię biegów z dźwignią umieszczoną po lewej stronie kolumny kierownicy oraz czytelnym oznaczeniem trybów jazdy. Udoskonalono czterokomorowy gaźnik i hydrauliczne wspomaganie kierownicy. Nadwozie osadzono na nowej, lżejszej ramie, stosując szesnaście gumowych poduszek tłumiących drgania. Dzięki temu zwiększono wymiary pojazdu bez zmiany masy własnej, przy jednoczesnym wzmocnieniu sztywności konstrukcji .

### GAZ-13A
W 1961 roku, na specjalne zamówienie – głównie Ministerstwa Obrony – opracowano luksusową wersję GAZ-13A z przegrodą oddzielającą kierowcę od tylnej części kabiny. Limuzyna była produkowana wyłącznie na zamówienie. Zachował się tylko jeden egzemplarz tego modelu. W 1962 roku przeprowadzono jego modernizację techniczną: zmodyfikowano gaźnik i felgi, zastosowano nowy radioodbiornik z automatycznym strojeniem i anteną z napędem elektrycznym, a wnętrze wykończono materiałami lepszej jakości .

### GAZ-13B
W 1961 roku zaprezentowano wersję kabriolet GAZ-13B z otwartym nadwoziem typu faeton, z miękkim dachem składanym elektrohydraulicznie, budowany był ręcznie. Powstało jedynie 20 sztuk tej wersji. Samochód miał sześć miejsc i przestronne wnętrze pozbawione ramek okiennych, a składany dach obsługiwany był za pomocą mechanizmu elektrohydraulicznego .

### GAZ-13S
GAZ-13S, według producenta, był „uniwersalną” odmianą kombi. Model był montowany ręcznie w zakładach RAF w latach 1973–1982. Wykorzystywany był jako sanitarka, miał przegrodę w kabinie i miejsce na nosze .

### GAZ-14

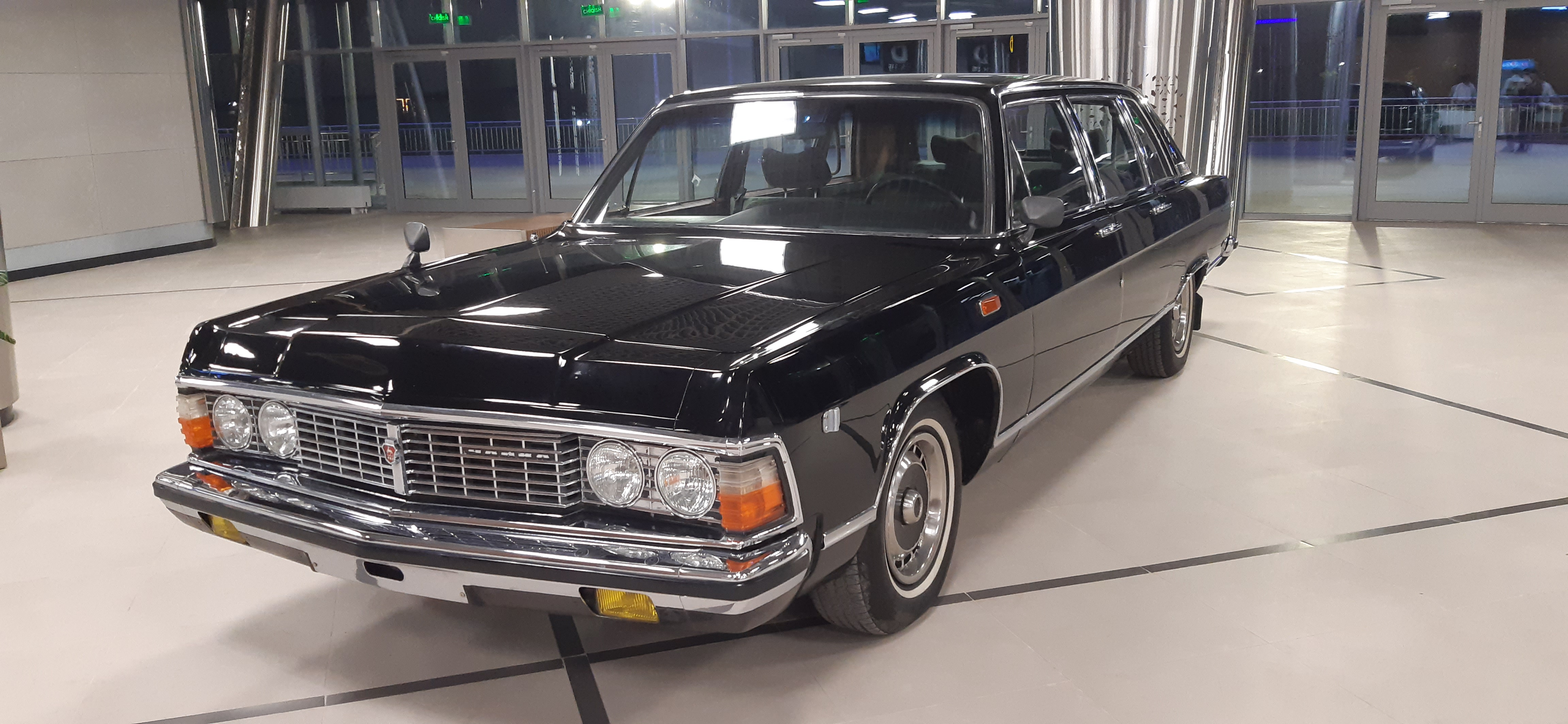
GAZ-14

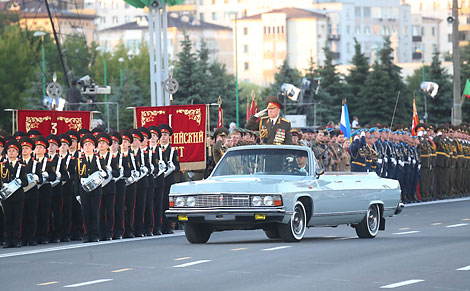
GAZ-14-05

GAZ-14 był znacznie unowocześnioną i większą wersją GAZ-13. Obniżono jego wysokość o 95 mm, co poprawiło stabilność i aerodynamikę. Silnik zyskał moc 220 KM dzięki zmianom w układzie zasilania, co skróciło czas przyspieszenia. Skrzynia automatyczna miała nowy podłogowy przełącznik dźwigniowy. Przednie zawieszenie zostało całkowicie przebudowane, tylnie ulepszone. Zamontowano wentylowane tarcze hamulcowe z przodu. Samochód miał rozbudowany system klimatyzacji i ogrzewania, centralny zamek, przyciemniane szyby blokujące UV oraz podgrzewane szyby i spryskiwacz reflektorów .

### GAZ-14-05
GAZ-14-05 był paradnym faetonem produkowanym w latach 1982–1988. Powstało 15 egzemplarzy, pierwszy z nich znajduje się w muzeum GAZu. Miał wzmocnioną lokalnie strukturę nośną nadwozia. W odróżnieniu od wcześniejszego GAZ-13B nie posiadał pełnego mechanizmu składania dachu ani opuszczanych szyb – jedynie szyby w przednich drzwiach i prosty, ręcznie montowany dach nad przednim siedzeniem, używany podczas przechowywania pojazdu. Wyposażony był w mikrofon na stojaku, instalację do nagłośnienia i uchwyty na flagi .

### GAZ-RAF-3920
GAZ-RAF-3920 był sanitarnym pojazdem opartym na GAZ-14, produkowanym w zakładach RAF po zakończeniu produkcji GAZ-13. Otrzymał nowy indeks według obowiązujących standardów. Powstało jedynie pięć egzemplarzy, jeden z nich, w białym kolorze, trafił na Kubę dla rządu Fidela Castro .

### GAZ-14-07
GAZ-14-07 był próbą unowocześnienia modelu GAZ-14 pod koniec lat 80. XX wieku, gdy radzieckie samochody luksusowe zaczęły wyraźnie odstawać od zagranicznych odpowiedników. Model otrzymał nowy fabryczny indeks i kosmetyczne zmiany: maskownicę wzorowaną na GAZ-3102 Wołga oraz nowe plastikowe ramki reflektorów. Reszta nadwozia pozostała bez zmian .